# Лаурино
Лаурѝно (на италиански: Laurino) е село и община в Южна Италия, провинция Салерно, регион Кампания. Разположено е на 531 m надморска височина. Населението на общината е 1741 души (към 2010 г.).